# أدولفو لوتز
أدولفو لوتز (بالبرتغالية: Adolfo Lutz‏) هو عالم حشرات برازيلي، ولد في 18 ديسمبر 1855 في ريو دي جانيرو في البرازيل، وتوفي بنفس المكان في 6 أكتوبر 1940.